# Raúl Bravo
Raúl Bravo Sanfélix, noto solo come Raúl Bravo (Gandia, 14 aprile 1981), è un ex calciatore spagnolo, di ruolo difensore.

## Carriera

### Club
Difensore centrale o terzino, entrò nel settore giovanile del Real Madrid nel 1996. Dopo aver fatto tutta la trafila delle giovanili, debuttò nel 2000 con la terza squadra del Real Madrid. La stagione successiva era invece al Real Madrid B ed iniziò a fare qualche presenza anche con la prima squadra.
Nella stagione 2002-2003, l'allenatore Del Bosque lo fa aggregare definitivamente nella squadra che milita nella Liga. Durante la pausa invernale del 2003 fu ceduto in prestito al Leeds Utd in quanto il ruolo di terzino era perennemente occupato da Roberto Carlos. Nei 6 mesi passati in Inghilterra, Raúl Bravo entrò in campo solo 5 volte e a fine prestito ritornò nella società madrilena.
Nella stagione 2003-2004, il tecnico portoghese Carlos Queiroz lo spostò nel ruolo di difensore centrale e grazie a questo cambiamento il calciatore poté disputare un buon campionato, giocando 32 partite in campionato e 10 in Champions League.
Nel 2007 è stato acquistato dall'Olympiakos, e dopo una breve parentesi in prestito al Numancia, vi ha giocato fino al 2011, quando si è svincolato per fine contratto. In seguito è stato acquistato dal Rayo Vallecano con cui resta una sola stagione, al termine della quale "emigra" in Belgio, dove viene tesserato dal Beerschot. Nella stagione 2013-14 ritorna in Spagna, vestendo la maglia del Córdoba, in Liga Adelante.

### Nazionale
Con la Spagna Raúl Bravo ha esordito nel 2001. Era presente nella rosa che ha partecipato al campionato d'Europa 2004, competizione durante la quale è sceso in campo in tutte e tre le partite giocate dalla nazionale iberica.

## Statistiche

### Presenze e reti nei club
Statistiche aggiornate al 26 febbraio 2017.
| Stagione              | Squadra               | Campionato            | Campionato | Campionato | Coppe nazionali | Coppe nazionali | Coppe nazionali | Coppe continentali | Coppe continentali | Coppe continentali | Altre coppe | Altre coppe | Altre coppe | Totale | Totale |
| Stagione              | Squadra               | Comp                  | Pres       | Reti       | Comp            | Pres            | Reti            | Comp               | Pres               | Reti               | Comp        | Pres        | Reti        | Pres   | Reti   |
| --------------------- | --------------------- | --------------------- | ---------- | ---------- | --------------- | --------------- | --------------- | ------------------ | ------------------ | ------------------ | ----------- | ----------- | ----------- | ------ | ------ |
| 2000-2001             | Real Madrid B         | SDB                   | 7          | 0          | -               | -               | -               | -                  | -                  | -                  | -           | -           | -           | 7      | 0      |
| 2001-2002             | Real Madrid B         | SDB                   | 27+6       | 2          | -               | -               | -               | -                  | -                  | -                  | -           | -           | -           | 33     | 2      |
| Totale Real Madrid B  | Totale Real Madrid B  | Totale Real Madrid B  | 34+6       | 2          |                 | -               | -               |                    | -                  | -                  |             | -           | -           | 40     | 2      |
| 2001-2002             | Real Madrid           | PD                    | 6          | 0          | CR              | 4               | 0               | UCL                | 4                  | 0                  | SS          | 0           | 0           | 14     | 0      |
| 2002-gen. 2003        | Real Madrid           | PD                    | 2          | 1          | CR              | 6               | 0               | UCL                | 2                  | 0                  | SU+CInt     | 0           | 0           | 10     | 1      |
| gen.-giu. 2003        | Leeds                 | PL                    | 5          | 0          | FACup+CdL       | 1+0             | 0               | -                  | -                  | -                  | -           | -           | -           | 6      | 0      |
| 2003-2004             | Real Madrid           | PD                    | 32         | 1          | CR              | 9               | 0               | UCL                | 10                 | 0                  | SS          | 2           | 0           | 53     | 1      |
| 2004-2005             | Real Madrid           | PD                    | 14         | 0          | CR              | 4               | 0               | UCL                | 3                  | 0                  | -           | -           | -           | 23     | 0      |
| 2005-2006             | Real Madrid           | PD                    | 15         | 2          | CR              | 4               | 0               | UCL                | 3                  | 0                  | -           | -           | -           | 22     | 2      |
| 2006-2007             | Real Madrid           | PD                    | 8          | 0          | CR              | 4               | 0               | UCL                | 1                  | 0                  | -           | -           | -           | 13     | 0      |
| Totale Real Madrid    | Totale Real Madrid    | Totale Real Madrid    | 77         | 4          |                 | 31              | 0               |                    | 23                 | 0                  |             | 2           | 0           | 133    | 4      |
| 2007-2008             | Olympiacos            | SL                    | 7          | 0          | CG              | 2               | 0               | UCL                | 3                  | 0                  | SG          | 0           | 0           | 12     | 0      |
| 2008-gen. 2009        | Olympiacos            | SL                    | 6          | 0          | CG              | 0               | 0               | UCL+CU             | 0                  | 0                  | -           | -           | -           | 6      | 0      |
| gen.-giu. 2009        | Numancia              | PD                    | 6          | 0          | CR              | -               | -               | -                  | -                  | -                  | -           | -           | -           | 6      | 0      |
| 2009-2010             | Olympiacos            | SL                    | 26+6       | 0          | CG              | 1               | 0               | UCL                | 12                 | 0                  | -           | -           | -           | 45     | 0      |
| 2010-2011             | Olympiacos            | SL                    | 18         | 0          | CG              | 2               | 0               | UEL                | 2                  | 0                  | -           | -           | -           | 22     | 0      |
| Totale Olympiakos     | Totale Olympiakos     | Totale Olympiakos     | 57+6       | 0          |                 | 5               | 0               |                    | 17                 | 0                  |             | 0           | 0           | 85     | 0      |
| 2011-2012             | Rayo Vallecano        | PD                    | 6          | 0          | CR              | 1               | 0               | -                  | -                  | -                  | -           | -           | -           | 7      | 0      |
| 2012-2013             | Beerschot             | D1                    | 11+1       | 0          | CB              | 0               | 0               | -                  | -                  | -                  | -           | -           | -           | 12     | 0      |
| 2013-2014             | Cordoba               | SD                    | 29+2       | 0+1        | CR              | 0               | 0               | -                  | -                  | -                  | -           | -           | -           | 31     | 1      |
| 2014-2015             | Veria                 | SL                    | 23         | 1          | CG              | 2               | 0               | -                  | -                  | -                  | -           | -           | -           | 25     | 1      |
| 2015-gen. 2016        | Aris Salonicco        | FL2                   | 10         | 0          | CG              | 0               | 0               | -                  | -                  | -                  | -           | -           | -           | 10     | 0      |
| gen.-giu. 2016        | Veria                 | SL                    | 6          | 0          | CG              | -               | -               | -                  | -                  | -                  | -           | -           | -           | 6      | 0      |
| Totale Veria          | Totale Veria          | Totale Veria          | 29         | 1          |                 | 2               | 0               |                    | -                  | -                  |             | -           | -           | 31     | 1      |
| 2016-2017             | Aris Salonicco        | FL                    | 14         | 1          | CG              | 2               | 0               | -                  | -                  | -                  | -           | -           | -           | 16     | 1      |
| Totale Aris Salonicco | Totale Aris Salonicco | Totale Aris Salonicco | 24         | 1          |                 | 2               | 0               |                    | -                  | -                  |             | -           | -           | 26     | 1      |
| Totale carriera       | Totale carriera       | Totale carriera       | 278+9      | 8+1        |                 | 42              | 0               |                    | 40                 | 0                  |             | 2           | 0           | 377    | 9      |

### Cronologia presenze e reti in nazionale
| Cronologia completa delle presenze e delle reti in nazionale ― Spagna | Cronologia completa delle presenze e delle reti in nazionale ― Spagna | Cronologia completa delle presenze e delle reti in nazionale ― Spagna | Cronologia completa delle presenze e delle reti in nazionale ― Spagna | Cronologia completa delle presenze e delle reti in nazionale ― Spagna | Cronologia completa delle presenze e delle reti in nazionale ― Spagna | Cronologia completa delle presenze e delle reti in nazionale ― Spagna | Cronologia completa delle presenze e delle reti in nazionale ― Spagna |
| Data                                                                  | Città                                                                 | In casa                                                               | Risultato                                                             | Ospiti                                                                | Competizione                                                          | Reti                                                                  | Note                                                                  |
| --------------------------------------------------------------------- | --------------------------------------------------------------------- | --------------------------------------------------------------------- | --------------------------------------------------------------------- | --------------------------------------------------------------------- | --------------------------------------------------------------------- | --------------------------------------------------------------------- | --------------------------------------------------------------------- |
| 21-8-2002                                                             | Budapest                                                              | Ungheria                                                              | 1 – 1                                                                 | Spagna                                                                | Amichevole                                                            | -                                                                     | 61’                                                                   |
| 7-9-2002                                                              | Atene                                                                 | Grecia                                                                | 0 – 2                                                                 | Spagna                                                                | Qual. Euro 2004                                                       | -                                                                     |                                                                       |
| 12-10-2002                                                            | Albacete                                                              | Spagna                                                                | 3 – 0                                                                 | Irlanda del Nord                                                      | Qual. Euro 2004                                                       | -                                                                     |                                                                       |
| 16-10-2002                                                            | Logroño                                                               | Spagna                                                                | 0 – 0                                                                 | Paraguay                                                              | Amichevole                                                            | -                                                                     | 46’                                                                   |
| 20-11-2002                                                            | Granada                                                               | Spagna                                                                | 1 – 0                                                                 | Bulgaria                                                              | Amichevole                                                            | -                                                                     |                                                                       |
| 2-4-2003                                                              | León                                                                  | Spagna                                                                | 3 – 0                                                                 | Armenia                                                               | Qual. Euro 2004                                                       | -                                                                     |                                                                       |
| 30-4-2003                                                             | Madrid                                                                | Spagna                                                                | 4 – 0                                                                 | Ecuador                                                               | Amichevole                                                            | -                                                                     | 46’                                                                   |
| 7-6-2003                                                              | Saragozza                                                             | Spagna                                                                | 0 – 1                                                                 | Grecia                                                                | Qual. Euro 2004                                                       | -                                                                     |                                                                       |
| 18-2-2004                                                             | Barcellona                                                            | Spagna                                                                | 2 – 1                                                                 | Perù                                                                  | Amichevole                                                            | -                                                                     | 46’                                                                   |
| 28-4-2004                                                             | Genova                                                                | Italia                                                                | 1 – 1                                                                 | Spagna                                                                | Amichevole                                                            | -                                                                     |                                                                       |
| 5-6-2004                                                              | Getafe                                                                | Spagna                                                                | 4 – 0                                                                 | Andorra                                                               | Amichevole                                                            | -                                                                     | 46’                                                                   |
| 12-6-2004                                                             | Faro                                                                  | Spagna                                                                | 1 – 0                                                                 | Russia                                                                | Euro 2004 - 1º turno                                                  | -                                                                     |                                                                       |
| 16-6-2004                                                             | Porto                                                                 | Grecia                                                                | 1 – 1                                                                 | Spagna                                                                | Euro 2004 - 1º turno                                                  | -                                                                     |                                                                       |
| 20-6-2004                                                             | Lisbona                                                               | Spagna                                                                | 0 – 1                                                                 | Portogallo                                                            | Euro 2004 - 1º turno                                                  | -                                                                     |                                                                       |
| Totale                                                                |                                                                       | Presenze                                                              | 14                                                                    |                                                                       | Reti                                                                  | 0                                                                     |                                                                       |

## Palmarès

### Club

#### Competizioni nazionali
- Campionato spagnolo: 2

Real Madrid: 2002-2003, 2006-2007
- Supercoppa di Spagna: 1

Real Madrid: 2003
- Campionato greco: 2

Olympiakos: 2007-2008, 2010-2011
- Coppa di Grecia: 1

Olympiakos: 2007-2008
- Supercoppa di Grecia: 1

Olympiakos: 2007

#### Competizioni internazionali
- UEFA Champions League: 1

Real Madrid: 2001-2002
- Supercoppa UEFA: 1

Real Madrid: 2002
- Coppa Intercontinentale: 1

Real Madrid: 2002